# Швеция на зимних Олимпийских играх 1952
Швеция принимала участие в Зимних Олимпийских играх 1952 года в Осло (Норвегия) в шестой раз за свою историю, и завоевала четыре бронзовые медали. Сборную страны представляли 9 женщин.

## Бронза
- Конькобежный спорт, 10 000 метров, мужчины - Карл Эрик Асплунд.
- Лыжные гонки, 4х10 км, эстафета, мужчины - Нильс Тепп, Сигурд Андерссон, Энар Йосефссон, Мартин Лундстрём.
- Прыжки с трамплина, мужчины - Карл Холмстрём.
- Хоккей, мужчины - Ларс Свенссон, Турд Флодквист, Руне Юханссон, Оке Андерссон, Ете Алмквист, Ларс Бьерн, Свен Тунман, Ете Бломквист, Свен Тумба-Юханссон, Еста Юханссон, Ларс Петтерсон, Ханс Эберг, Стиг Твиллинг, Ханс Твиллинг, Эрик Юханссон, Хольгер Нурмела.